# メソソーム

メソソームは、化学固定を行った細菌の細胞に形成されるが、凍結固定を行った細胞には形成されない。

メソソーム(Mesosome)は、細菌の細胞膜の折りたたまれた陥入部であり、電子顕微鏡のサンプルを作るための化学固定の過程で生成される。1960年代には、この構造がいくつかの機能を持つことが提案されたが、1970年代後半にはアーティファクトであると認識され、細菌の細胞が通常持っている構造の一部とは考えられなくなった。

## 初期の観測
これらの構造は、電子顕微鏡での観察用に化学固定されたグラム陽性細菌で観測される細胞膜の陥入である。1953年にジョージ・チャップマンとジェームズ・ヒリアーが初めて観察し、"peripheral bodies"と呼んだ。1959年には、J・D・ロバートソンがメソソームと名付けた。当初、メソソームは細胞分裂の際の細胞壁の形成や染色体の複製など、いくつかの過程において役割を果たすか、酸化的リン酸化の場になると考えられた。

## 仮説の否定
上記のようなモデルは1970年代末に、メソソームが化学固定の過程で細胞膜に与えられる損傷によって形成されるアーティファクトであり、化学固定されない細胞では起こらないことを示唆するデータが蓄積されてくると、疑問を呈されるようになった。1980年代中盤から末にかけて、電子顕微鏡のための凍結固定や凍結置換の技術が発展すると、メソソームは生細胞には存在しないという結論が得られた。しかし少数の学者は、全ての場合においてメソソームがアーティファクトである訳ではないと主張し続けている。
近年、ある種の抗生物質や抗菌ペプチド（ディフェンシン）に曝露された細菌の細胞膜でも同様の折りたたみ構造が発見された。これらのメソソーム様構造は、細胞膜や細胞壁の化学損傷の結果であると考えられている。
メソソーム仮説の提案と否定は、科学哲学の観点において科学的な考えがどのように反証され否定されるかの例として挙げられる。

## 関連文献
- Fritz H. Kayser, M.D. (2005). Color Atlas of Medical Microbiology.Kayser, Medical Microbiology c 2005 Thieme.